# Åls distrikt
Åls distrikt är ett distrikt i Leksands kommun och Dalarnas län. Distriktet ligger omkring Insjön i mellersta Dalarna.

## Tidigare administrativ tillhörighet
Distriktet inrättades 2016 och utgörs av Åls socken i Leksands kommun.
Området motsvarar den omfattning Åls församling hade vid årsskiftet 1999/2000.

## Tätorter och småorter
I Åls distrikt finns en tätort och två småorter.

### Tätorter
- Insjön

### Småorter
- Sätra
- Ål-Kilen